# Andréia Rosa
Andréia Rosa de Andrade, née le 8 juillet 1984 à Matão, connue sous le nom d'Andréia Rosa, est une défenseuse de football brésilienne qui joue pour l'équipe nationale féminine brésilienne et le club norvégien de Toppserien d'Avaldsnes.

## Biographie

### Carrière en club
Au moment de sa convocation pour les Jeux olympiques de 2008, Andréia Rosa a disputé 181 matchs avec Ferroviária. Lors de ces matches, elle a marqué 42 buts depuis sa position d'arrière centrale et n'at été expulsée qu'une seule fois. En 2007, elle est prêtée à Saad pour la première Coupe du Brésil féminine de football, à laquelle Ferroviária ne participe pas.
À l'été 2013, Andréia Rosa rejoint le club norvégien d'Avaldsnes, où elle rejoint ses compatriotes Rosana et Debinha.

### Carrière internationale
En novembre 2006, Andréia Rosa fait ses débuts internationaux lors de la victoire 6-1 du Brésil au Championnat sud-américain de football féminin contre la Bolivie à l'Estadio José María Minella, de Mar del Plata. En juillet 2008, elle est impliquée dans une "violente collision" avec Abby Wambach lors de la première mi-temps d'un match amical à San Diego. Abby Wambach subit une fracture du tibia et du péroné, nécessitant l'insertion d'une tige en titane dans sa jambe gauche.
Andréia Rosa fait partie de l'équipe brésilienne de 18 joueuses pour les Jeux olympiques de Pékin en 2008 et participe au premier match de l'équipe, un match nul 0-0 avec l'Allemagne au stade du centre sportif olympique de Shenyang. Bien qu'elle ne joue pas par la suite lors de la compétition, elle remporte une médaille d'argent lorsque le Brésil perd la finale 1-0 après prolongation contre les États-Unis.
Elle rate de peu la sélection pour la Coupe du monde féminine en 2007 et 2011.
En octobre 2017, Andréia Rosa est l'une des cinq joueuses brésiliennes à quitter le football international, mécontente du salaire et des conditions, et du limogeage de l'entraîneure Emily Lima par la Confédération brésilienne de football.

### Vie personnelle
Elle naît à Matão, au Brésil. Andréia Rosa est professeure d'éducation physique diplômée et chrétienne évangélique.